# Kashkuieh
Kashkūieh (farsi کشکوئیه) è una città dello shahrestān di Rafsanjan, circoscrizione di Kashkuieh, nella provincia di Kerman. Aveva, nel 2006, una popolazione di 6.150 abitanti. 